# Mesoraca
Mesoraca är en ort och kommun i provinsen Crotone i regionen Kalabrien i Italien. Kommunen hade 6 357 invånare (2017).